# Бьортън Гунльойсон
Бьортън Гунльойсон (на исландски: Björn Gunnlaugsson, произнася се [g'ʉnːlɵʏɣsɔn]) е исландски математик и картограф.
Роден е в отдалечената ферма Татънщадир на фиорда Хрутафьордюр.
Проучва територията на своята страна през периода от 1831 г. до 1843 г. Резултатите от неговата работа са публикувани в топографска карта на Исландия в мащаб 1:480 000 на 4 листа. Това е първата пълна карта на Исландия и, макар че обикновено се датира от 1844 г., тя е завършена до 1848 г.